# Filofobia
Filofobia (od φίλος (filos) – gr. przyjaciel, kochany oraz φόβος (phobos) – gr. strach) – strach przed zakochaniem i byciem z drugą osobą w związku. Ryzyko jego wystąpienia ma miejsce zazwyczaj wtedy, gdy osoba miała w przeszłości do czynienia z emocjonalnymi zawirowaniami dotyczącymi miłości (jak np. odtrącenie uczucia, problemy w związku czy rozstanie). Filofobia może być również przewlekłym lękiem.
Filofobia jest definiowana jako anormalny, uporczywy i nieuzasadniony strach przed zakochaniem, co ma duży wpływ na jakość życia. Prócz lęku przed emocjonalnym zaangażowaniem mogą jej również towarzyszyć inne objawy, jak nadmierna potliwość, nieregularne bicie serca, duszności, uczucie lęku, nudności i uczucie niepokoju. Najgorszym aspektem filofobii jest towarzysząca jej samotność.